# Uta Nickel
Uta Nickel, née le 19 juillet 1941 à Leipzig, est une femme politique est-allemande. Elle est brièvement ministre des Finances de 1989 à 1990, pendant la période de transition qui suit la chute du mur de Berlin et qui précède la réunification allemande.

## Biographie
Après son baccalauréat, elle étudie grâce à des cours du soir les sciences publiques et sociales à l'université Martin-Luther de Halle-Wittemberg, d'où elle sort diplômée en économie. Elle travaille ensuite à la Commission des affaires économiques de l'arrondissement de Leipzig, puis au Département régional. De 1979 à 1981, elle est assistante, puis de 1981 à 1983 chef adjointe du président de la Commission d'aménagement du district. De 1983 à 1988, elle est membre du Conseil de l'arrondissement de Leipzig, responsable des questions économiques.
De 1989 à 1990, elle est ministre des Finances (après avoir été vice-ministre des Finances) au sein du cabinet Modrow ; le 22 janvier 1990, quelques mois après sa nomination, elle remet sa démission à la suite d'accusations de corruption. Elle demeure néanmoins à son poste jusqu'à la fin du cabinet Modrow le 12 avril, date à laquelle Walter Romberg, ministre du Cabinet de Maizière, lui succède. Elle continue ensuite à travailler à Leipzig, puis dans diverses sociétés.

## Distinction
- 1986 : Ordre du Mérite patriotique (bronze)